# Casa al carrer Mestre Rimbau, 6 (Agullana)
La Casa al carrer Mestre Rimbau, 6 és una obra d'Agullana (Alt Empordà) inclosa a l'Inventari del Patrimoni Arquitectònic de Catalunya.

## Descripció
Edifici entre mitgeres, situat al centre del poble, de planta baixa i pis amb coberta en terrassa. Aquesta casa es troba en un carrer amb pendent i per tant, l'edifici ha de salvar el desnivell. Aquest fet el veiem a la part baixa de la façana. Les obertures estan emmarcades amb una motllura, i cada costat de la façana té una decoració que simula carreus. L'element més destacat de la casa és el balcó amb una barana amb balustrada. Aquesta barana té una decoració de test floral a cada costat del balcó i al centre. Aquesta barana es repeteix a la coberta de la casa.